# Hans Richter (artiste)
Pour les articles homonymes, voir Hans Richter.
Johannes Siegfried Richter dit Hans Richter, né le 6 avril 1888 à Berlin en Allemagne et mort le 1er février 1976 à Minusio dans le district de Locarno en Suisse, est un peintre, sculpteur et cinéaste allemand, naturalisé américain en 1971.

## Biographie
Hans Richter fait ses études à l'Académie des beaux-arts de Berlin en 1908, puis à l'Académie de Weimar en 1909.
Ses premiers contacts avec l'expressionnisme ont lieu grâce au groupe le Cavalier bleu en 1912 puis grâce au magazine Der Sturm. Lors de sa première exposition à Munich, en 1916, il se joint au groupe dada de Zurich. Artiste engagé, proche de la République des Conseils de Bavière, puis du mouvement communiste, Richter commence au début des années 1920 à peindre, sur rouleau, des rythmes abstraits qui s'animent (Preludium, 1919, Fugue 20, 1920). Grâce à ses recherches, il réalise un film abstrait Rythme 21, suivi de plusieurs autres films.
Il se rend aux États-Unis en 1941 où il se consacre à l'enseignement et au cinéma. Son film Rêves à vendre (Dreams That Money Can Buy), réalisé de 1944 à 1947 (avec Max Ernst, Fernand Léger, Man Ray, Marcel Duchamp, Alexander Calder) est l'un des classiques du cinéma surréaliste. Les éléments autobiographiques, l'exil en URSS, en Suisse, puis aux États-Unis et la rupture avec le communisme, y jouent un rôle important.
Puis Richter tourne 8 × 8 en 1956-1957, film collage construit sur des poèmes dadaïstes des années 1916-1917. Continuant son œuvre picturale, il compose des toiles lyriques, très colorées. Il évolue ensuite vers une abstraction plus géométrique, dominée par un graphisme dépouillé, mais rythmé (Piccolo Castello, 1961). En 1963, il tourne également un court métrage (From the Circus to the Moon) sur Alexander Calder. Précurseur dès 1917 de la tendance lyrique de l'abstraction, il est l'une des figures les plus importantes du cinéma d'avant-garde.
En 1973, le documentaire télévisuel (28 min) Give chance a chance, lui donne une dernière occasion de se confier.

## Œuvres peintes
- 1915 : Raoul Haussmann
- 1919 : Preludium
- 1920 : Fugue 20
- 1943-1946 : Stalingrad

## Filmographie
- 1921 : Rythme 21 (Rhythmus 21) avec Viking Eggeling
- 1923 : Rythme 23 (Rhythmus 23)
- 1925 : Rythme 25 (Rhythmus 25), (perdu)
- 1926 : Film Study (Filmstudie)
- 1928 : Inflation
- 1928 : Ghosts before breakfast (Vormittasspuk)
- 1929 : The Two Penny Magic (Der Zweigroschen-Zauber), film publicitaire[6])
- 1929 : The Storming of La Sarraz
- 1929 : Race Symphony (Rennsymphonie)
- 1929 : Everyday
- 1929 : Alles dreht sich, alles bewegt sich
- 1930 : Die Neue Wohnung
- 1931 : Europa Radio
- 1933 : Hallo Everybody
- 1934 : Keine Zeit für Tränen
- 1936 : Vom Blitz zum Fernsehbild
- 1944 : Dreams That Money Can Buy (Rêves à vendre)
- 1957 : 8 × 8 : A chess sonata in 8 movements avec Jean Cocteau
- 1961 : Dadascope
- 1961 : From Dada to Surrealism
- 1963 : From the circus to the moon avec Alexander Calder

## Publications
- dada : art et anti-art  (trad. de l'allemand), Editions de la Connaissance, 1965 (SUDOC 010387021), (en) disponible sur Internet Archive

### Sources
- Dictionnaire universel des noms propres - Le Robert, 1981
- Notices biographiques détaillées de Marion von Hofacker dans Barbara Volkmann/Rose-France Raddatz (dir.), Hans Richter, 1888-1976 : Dadaist, Filmpionier, Maler, Theoretiker, Berlin, Akademie der Künste, exposition du 31 janv. au 7 mars 1982, p. 51-57, 94-101, 120-122